# Ворона (река, впадает в Пулозеро)
Ворона, или Воронья — небольшая река на Кольском полуострове, впадает в Пулозеро (бассейн реки Кола). Протекает по территории сельского поселения Пушной Кольского района Мурманской области. Длина реки составляет 16 километров, площадь водосборного бассейна — 78,8 км².
Воронья берёт начало с южного подножия горы Кицкая. Высота истока — около 292 метра над уровнем моря. Протекает сначала на запад, затем юго-запад, в нижнем течении на юг. Впадает в озеро Пулозеро в его северной части. Высота устья — 116,2 метра над уровнем моря. В верхнем течении протекает по лесной и заболоченной местности. Принимает несколько мелких притоков.
На реке расположен поселка Пушной в среднем течении и деревня Тайбола в устье. В районе поселков построено 3 автомобильных и один железнодорожный мосты.